# Любомльська серія поштових марок (1944)

Любомльська серія марок, 1944 рік

Любомльська серія поштових марок (1944) - серія поштових марок, яка складалася з чотирьох марок різних кольорів із зображенням свастики, випущена у 1944 році під час німецької окупації.

## Передумови випуску марок
В перші місяці окупації пошти як такої, за винятком польової, не існувало. Щоб налагодити зв'язок були надруковані в різних регіонах локальні поштові марки. Це було спочатку санкціоновано німцями, але німецька військова влада незабаром виступила проти цих намагань І місцеві поштові випуски були заборонені. Марки ці випускались в дуже обмеженій кількості і на сьогоднішній час рідкісні.

## Випуски марок
Любомль І - квітень 1944 року. 
Місцеві марки надруковані на жовтуватому папері з написом чорною фарбою "Deutsehe Hilfspost " (зверху) і "Gebitskommissar" Luboml" (внизу). Перфорація 11.
- 6 + 9 пфг. фіолетова (2000 шт.);
- 12 + 18 пфг. червона (1500 шт.);
- 24+36 пфг. синя (1ООО шт.);
- 60 + 90 пфг. зелена (500 шт.).

Любомль ІІ - червень 1944 року. Марки ідентичні попередньому випуску, але надруковані на білому матовому, або глянцевому папері з написом чорною фарбою "Deutsehe Hilfspost" (вверху) і "Luboml (Ukr.)" (внизу). Слово "Gebitskommissar" в тексті відсутнє. Перфорація 103/4.
- 6+9 пфг. фіолетова (1200 шт.) а Незубкована.
- 12 + 18 пфг. червона(1200 шт.) а Незубкована.
- 24 + 36 пфг. синя (1200 шт.) а Незубкована.
- 60+90 пфг. зелена (1200шт.) а Незубкована.

Любомль III - 1944 рік, марки номіналу 24+36 пфг. надруковані синьою фарбою на білому папері з написом чорною фарбою "Deutsehe Hilfspost" (вверху) і "Luboml Ukraine" (внизу). Незубковані, аркуш з 15-ти марок, без клею. Було видано тільки 10 неперфорованих аркушів. На філателістичному аукціоні CHERYSTONE "Поштові марки світу", Нью-Йорк в червні 1998 року цей лист продано за 2000 $ США.